# Château de Bonneville (Chamblac)
Pour les articles homonymes, voir Château de Bonneville.
Le château de Bonneville est une demeure qui se dresse sur le territoire de la commune française de Chamblac dans le département de l'Eure, en région Normandie. Il a été la demeure de l'écrivain Jean de La Varende de 1919 à 1959.
Le château est partiellement inscrit au titre des monuments historiques.

## Localisation
Le château de Bonneville est situé à 300 m à l'est de l'église Notre-Dame sur la commune de Chamblac, dans le département français de l'Eure.

## Historique
Les fiefs de Bonneville et Chamblac relevaient féodalement de la baronnie de Ferrières, intégrée en 1742 dans le duché de Broglie (anciennement Chambrais).
Au XVe siècle, le domaine de Bonneville appartenait à la famille de Bonneville. Jean de Bonneville, chambellan du roi, est cité en 1400 comme seigneur de Chamblac et de Bonneville. En 1464, lors de la recherche de Montfaut, il semble appartenir à Laurent de Bonneville, sergent de Chambrais. Le château se transmet dans cette famille jusqu'au XVIIIe siècle. Sur la base d'un manoir carré, est édifiée une demeure en briques, entièrement remaniée sous Louis XV, et munie de toits mansardés. En 1765, il appartient à Jacques Édouard de Bonneville, chevalier, seigneur de Bonneville, dernier seigneur et patron de Chamblac, mort en 1806. Il le laisse à Nicolas, comte de Bonneville, mestre de camp de cavalerie, dit « Gentil-Bo », mort sans postérité. Il avait été député de la noblesse aux États généraux de 1789. C'est lui qui reconstruit presque entièrement le château à la suite d'un incendie survenu au milieu du XVIIIe siècle.
Cette famille portait : D'argent à deux lions léopardés de gueules.

Armes des Bonneville.

Il fut transmis par héritage à la famille Mallard de La Varende, par le dernier Bonneville. Léon Mallard, comte de la Varende, neveu et voisin de Nicolas de Bonneville, lieutenant-colonel d'artillerie, député de l'Eure, beau-frère du fameux « Nez de cuir » à la suite de son mariage avec la sœur de ce dernier, Pauline de La Genevraye, s'y installe en 1805 après son mariage et y décède en 1849. Antoine, son fils, y naît en 1808, mais le château revient à sa sœur Louise (1814-1883), qui y épouse le comte Albert de Bréda (1807-1881). La comtesse de Bréda-Heerenberg a été figurée par La Varende sous les traits de la « Comtesse de Bernberg », dans une nouvelle parue dans : Pays d'Ouche. Antoine en hérite et laisse la propriété à son fils Gaston de La Varende (1849-1887). Le premier meurt en avril 1887, le second en juillet, laissant de Laure Fleuriot de Langle, d'origine rennaise, trois enfants dont Jean de La Varende (1887-1959). Veuve avec trois enfants, madame de La Varende délaisse le château pour rejoindre sa famille maternelle.
Jean de La Varende, dans sa jeunesse, rend visite à son château. Il ne revoit en effet sa Normandie natale qu’en de rares occasions pendant son enfance et développe à son égard une très forte nostalgie qui l’amène à se réinstaller définitivement au château de Bonneville en 1919, qu'il restaure alors. C'est en son château qu'il a écrit toute son œuvre. Maquettiste de marine, artiste-peintre, et surtout écrivain, il meurt en 1959. Le château revient à son fils Éric Mallard de La Varende (1922-1979), puis à l'une de ses filles qui a épousé un Broglie.
Le château appartient de nos jours au prince Charles-Édouard de Broglie, maire de Chamblac, et à son épouse la princesse Laure (née Laure Mallard de La Varende).

## Description
Le château appartient au patrimoine du pays d'Ouche, célébré dans la littérature française par l'écrivain Jean de La Varende, son ancien propriétaire, qui la situe ainsi : « En remontant vers Laigle (RD 33), on rencontre à gauche ma maison ; bien modeste et dont je ne parlerais point sans l'insistance de mes amis. Peut-être garde-t-elle quelque intérêt d'être une des rares demeures normandes qui n'aient jamais été vendues ».
On accède au château par une avenue arborée commençant à proximité du petit cimetière et de l'église. L'édifice est bâti en briques rouge orangé, sur un socle ancien en calcaire. La demeure se présente comme une façade comportant un rez-de-chaussée et un étage sous mansarde, accostée aux angles nord et sud de petites tourelles carrées à toit pointu, et ouvert de grandes fenêtres à petits carreaux. Sur cette façade, un balcon unique agrémente l'étage noble.
À l'arrière, deux ailes en retour sans cachet lui donnent un plan en « U », agrémenté, dans la cour, d'une tourelle à toit mansardé, et d'une véranda en briques pleines.
Le tout est couvert d'ardoises bleues, ce qui fit écrire à l'écrivain les lignes suivantes : « Le Chamblac est rose et bleu, avec des ferronneries noires. On ne peut plus rien pour lui. En le voyant je pense à une dame qui sort de l'institut de beauté : « plus d'espoir, Madame, on a tout, mais tout fait… » ».
Il est entouré d'un parc, avec avenues et pièces d'eau, qui a conservé bon nombre d'aménagements dont Jean de La Varende avait soin, notamment un ensemble de buis taillés en rocs d'échiquier. Côté est se trouvent la ferme du château, et ses bâtiments à usage agricole, ainsi que les vestiges d'une avenue non plantée de 200 m.

## Protection
Au titre des monuments historiques :
- le Grand salon et la chambre dite chambre de l'évêque, au rez-de-chaussée, avec leur décor sont inscrits par arrêté du 9 mai 1978 ;
- les façades et toitures sont inscrites par arrêté du 4 juillet 1991.

### Site naturel
Le parc et les jardins créés par La Varende à partir de 1919 ont été classés à titre de site naturel par arrêté du 7 février 1964.

## Souvenir de La Varende
Le château abrite la collection des 200 maquettes de bateaux réalisées par l'écrivain hobereau, qui, petit-fils d'amiral, et fils d'officier de Marine, n'avait pu suivre la même carrière, navigua dans le monde des lettres. Cette demeure restée familiale est également le siège de l'association pour la création du Musée Jean de La Varende, créée en août 2000.

### Littérature: Champnoir
- Jean de La Varende, L'Amour de monsieur de Bonneville, Paris, Plan, 1956. Nicolas de Bonneville, dernier de son lignage, rejoint sa demeure accompagné de sa jeune épouse, qui décède malheureusement sans lui laisser de descendance. Roman écrit d'après des lettres conservées par La Varende dans ses archives familiales.